# Michael Ristow (Naturschützer)
Michael Ristow ist ein deutscher Botaniker und Entomologe. Sein botanisches Autorenkürzel lautet „Ristow“.
Von 1989 bis 2000 arbeitete Ristow als freiberuflicher Gutachter im Bereich des Naturschutzes; beteiligt war er dabei an der Erstellung Roter Listen gefährdeter Pflanzen und Tiere, Biotop- und Vegetationskartierungen sowie Untersuchungen zu Vegetationsveränderungen bei Grundwasserabsenkungen; er erstellte auch Unterschutzstellungsgutachten. Seit 2001 ist er Technischer Assistent am Lehrstuhl Vegetationsökologie und Naturschutz der Universität Potsdam, wo er in der AG Vegetationsökologie und Naturschutz unter anderem für Geländearbeiten zu Flora und Fauna zuständig ist.
Ristow beschäftigt sich mit der Taxonomie und Systematik sogenannter „Kritischer Pflanzengruppen“, so etwa der Rosen (Rosa) und der Weiden (Salix). Er ist an der Erstellung einer Flora seiner Heimatstadt Berlin beteiligt, ebenso an der Erstellung von Verbreitungsatlanten zur Flora Deutschlands. Ristow war als fachlicher Berater der deutschen Ausgabe des 2003 erschienenen Werkes Botanica tätig.
Ristow war an der Erstbeschreibung des Süßgrases Scolochloa marchica beteiligt.

## Schriften
- M. Düvel, Michael Ristow, H. Scholz: Scolochloa marchica sp. nova (Poaceae), ein neues Röhrichtgras aus Mitteleuropa. In: Feddes Repertorium. Band 112, Nr. 5–6, 2001, S. 331–341.
- R. Prasse, Michael Ristow, G. Klemm, B. Machatzi, T. Raus, H. Scholz, H. Sukopp, F. Zimmermann: Liste der wildwachsenden Gefäßpflanzen des Landes Berlin mit Roter Liste. Hrsg.: Sen. Stadt. /Landesbeauftr. Naturschutz Landschaftspflege Berlin. 2001 (85 S.).
- B. Machatzi, A. Ratsch, R. Prasse, Michael Ristow: Rote Liste und Gesamtartenliste der Heuschrecken und Grillen (Saltatoria: Ensifera et Caelifera) von Berlin. In: Der Landesbeauftragte für Naturschutz und Landschaftspflege und Senatsverwaltung für Stadtentwicklung: Rote Listen der gefährdeten Pflanzen und Tiere von Berlin. Berlin 2005 (CD-Rom).